# John Gilbert Cooper
Pour les articles homonymes, voir Cooper.
John Gilbert Cooper (Lockington-Hemington, 24 août 1722 - Mayfair, 21 avril 1769) est un poète et écrivain britannique.

## Biographie
Il fait ses études à la Westminster School puis au Trinity College (Cambridge) et fait paraître ses premiers poèmes en 1742. Il contribue alors à la Revue de Robert Dodsley, The Museum, sous le pseudonyme de Philaretes.
Il devient connu par le débat que souleva un ouvrage en prose qu'il publie sur Socrate où il ignore le point de vue de nombreux chercheurs dont William Warburton. Warburton répond alors à Cooper en 1749 par la publication de Life of Socrates et par son Essay on Criticism, en 1751. Cooper accuse à son tour, de manière totalement maladroite, Warburton d'attaques personnelles dans son Cursory Remarks on Mr Warburton's New Edition of Mr Pope's Works, ce qui fit que Samuel Johnson le décrira plus tard comme le Polichinelle de la littérature.
Il publie en 1754 ses Lettres sur le goût qui est le premier ouvrage sur le sujet. Le tableau de Joseph Wright of Derby, Miravan forçant la tombe de ses ancêtres est inspiré de l'ouvrage de Cooper.
Il consacre ses dernières années à la Society for the Encouragement of the Arts, Manufactures, and Commerce et meurt à Mayfair. Il est inhumé à Thurgarton.

## Œuvres
- Le Pouvoir de l'harmonie, 1745
- Vie de Socrate, 1749 (traduit en français en 1751 par Combes)
- Lettres sur le goût, 1754
- Épitres d'Aristippe, 1758